# Käringsjön (Gunnilbo socken, Västmanland)
Käringsjön är en sjö i Skinnskattebergs kommun i Västmanland och ingår i Norrströms huvudavrinningsområde.